# Nippon Kaigi
Nippon Kaigi (jap. 日本会議 Konferencja Japońska) – ultrakonserwatywna, nacjonalistyczna i rewizjonistyczna organizacja japońskiej skrajnej prawicy. Jest największą grupą tego typu i liczy około 40 000 członków. 
Ugrupowanie to dąży do zmiany japońskiej konstytucji, a w szczególności artykułu IX zakazującego temu państwu posiadania regularnej armii. Posiada ono szerokie wpływy w kraju ze względu na członkostwo w nim m.in. osób z japońskiej rodziny cesarskiej, polityków szczebla krajowego czy czołowych prawników. 
Po zmianach w 2014 roku, 15 z 18 członków gabinetu Shinzō Abe (w tym sam premier) było członkami Nippon Kaigi.